# General Santos International Airport
General Santos International Airport, ook bekend als Tambler Airport, is een vliegveld in het zuiden van het Filipijnse eiland Mindanao. Het ligt tien kilometer ten zuidwesten van de stad General Santos. De opening vond plaats in 1996, kort voordat de stad gastheer werd van Palarong Pambansa, een nationaal sportevenement voor studenten. Het verving het oude vliegveld even ten oosten van de stad, Buayan Airport. Deze locatie is hierna in gebruik genomen door de Filipijnse luchtmacht en draagt tegenwoordig de naam "Rajah Buayan Air Station".
Het is door de Civil Aviation Authority of the Philippines ingedeeld als internationaal vliegveld, hoewel er tot en met 2011 geen internationale bestemmingen waren.
In 2008 werden 2.348 vluchtbewegingen uitgevoerd van en naar General Santos International Airport. Er werden 302.887 passagiers en 8.943 ton vracht vervoerd.

## Luchtvaartmaatschappijen en bestemmingen
De volgende luchtvaartmaatschappijen vliegen op General Santos International Airport (situatie november 2011):
- Airphil Express - Manilla
- Cebu Pacific - Cebu, Manilla
- Philippine Airlines - Manilla